# 訃報 1992年8月
訃報 1992年8月（ふほう 1992ねん8がつ）では、1992年（平成4年）8月中に物故した、又は物故が報じられた人物についてまとめる。

## （1日 - 15日）

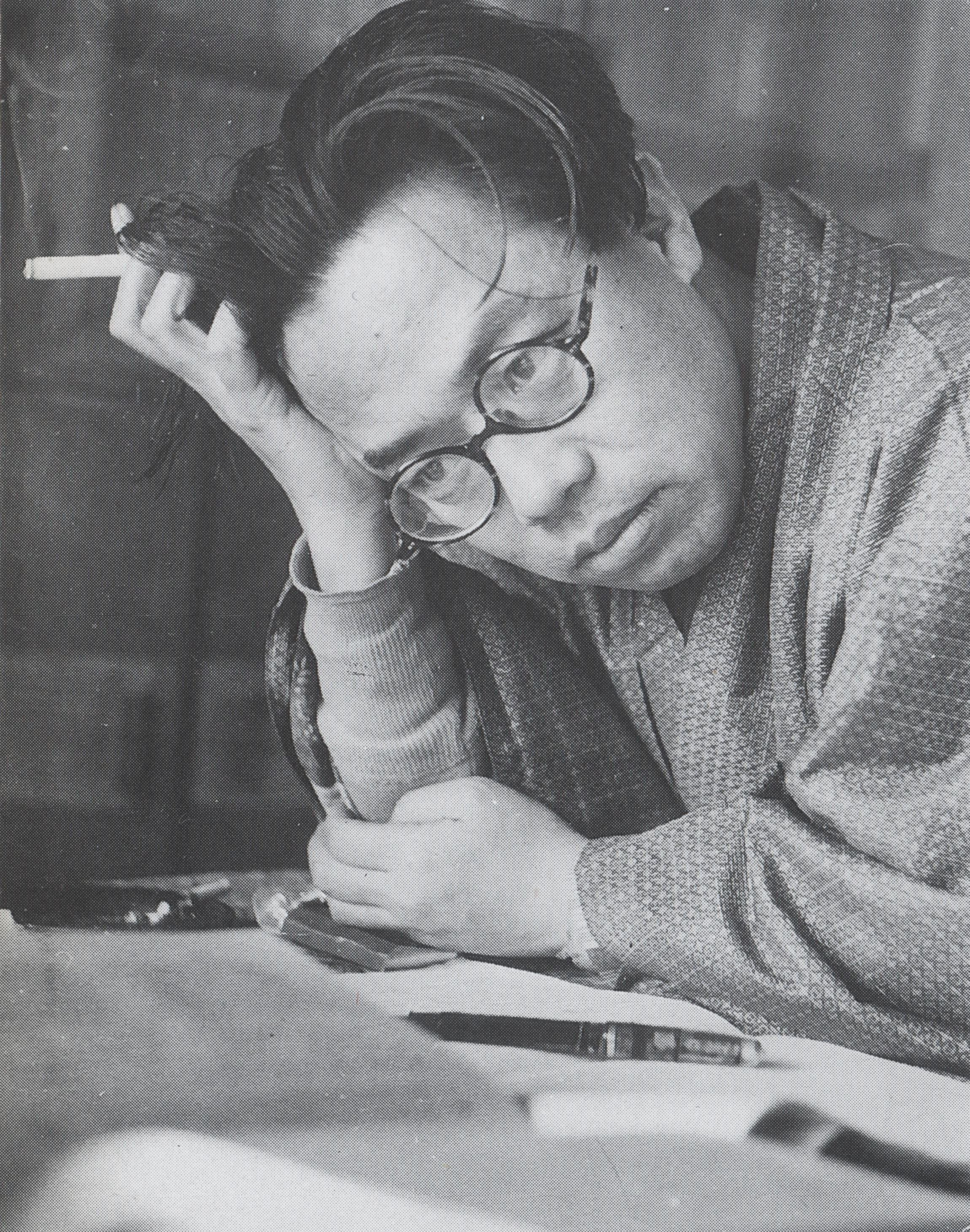
松本清張 / 8月4日没

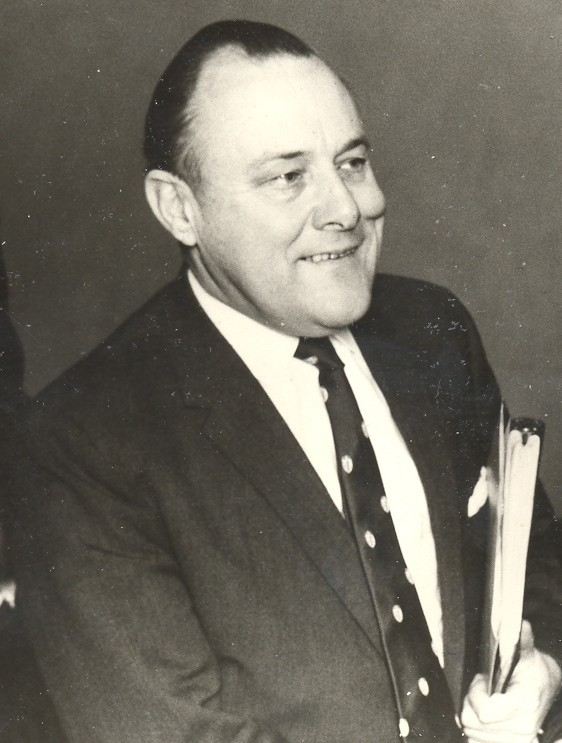
ロバート・マルドゥーン / 8月5日没

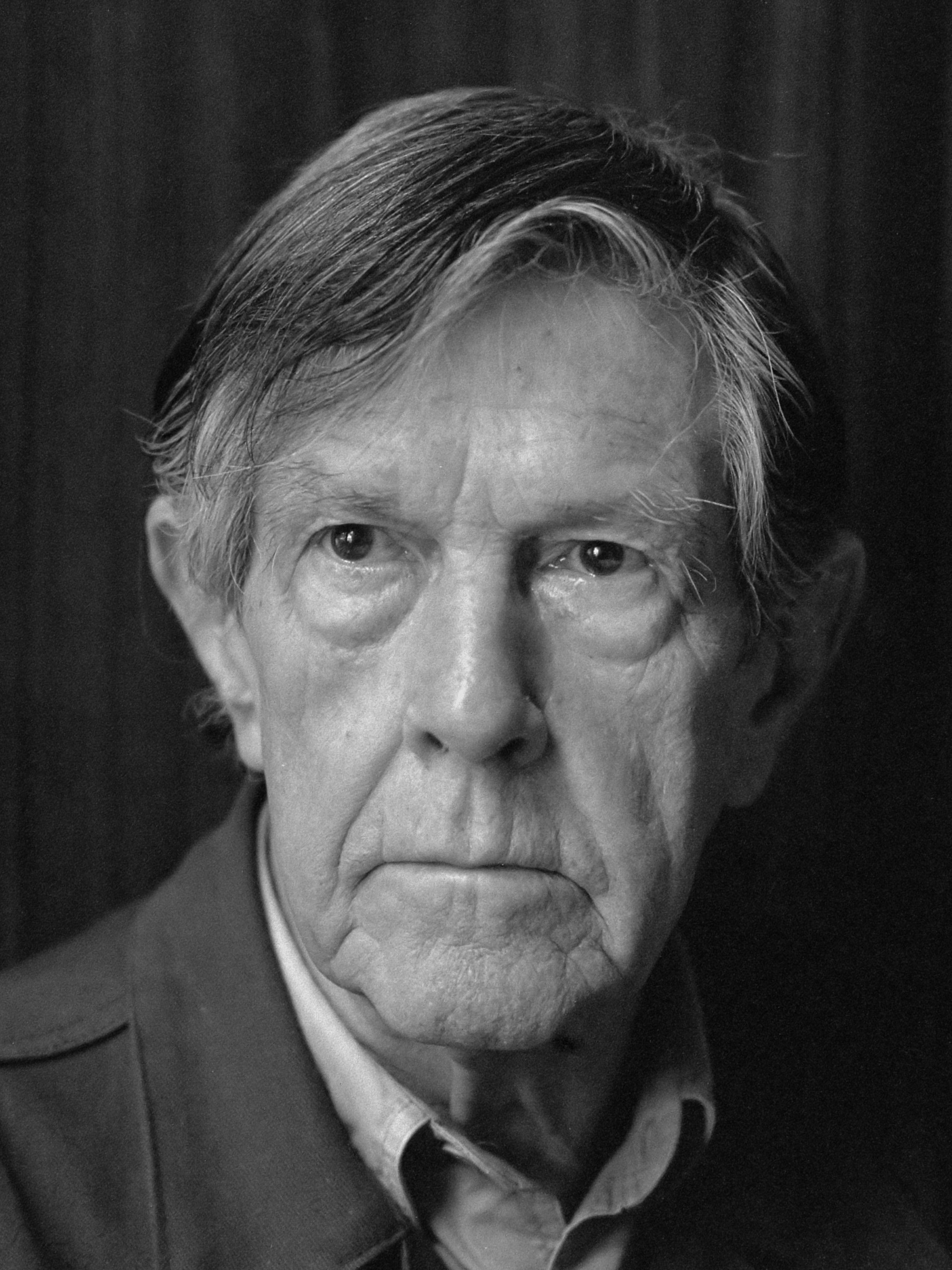
ジョン・ケージ / 8月12日没

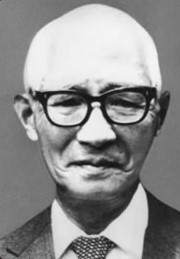
稲葉修 / 8月15日没

- 8月3日 - 王洪文、文革期の四人組のひとりとして知られる元中国共産党副主席（* 1935年）
- 8月4日 - 松本清張、小説家（* 1909年）
- 8月4日 - 岸田文武、通産官僚・政治家（* 1926年）
- 8月5日 - ロバート・マルドゥーン、元ニュージーランド首相（* 1921年）
- 8月7日 - 金内吉男、俳優・声優（* 1933年）
- 8月9日 - 大槻文平、実業家（* 1903年）
- 8月12日 - ジョン・ケージ、作曲家（* 1912年）
- 8月12日 - 中上健次、小説家・詩人・評論家（* 1946年）
- 8月15日 - 稲葉修、元文部大臣・法務大臣（* 1909年）

## （16日 - 31日）

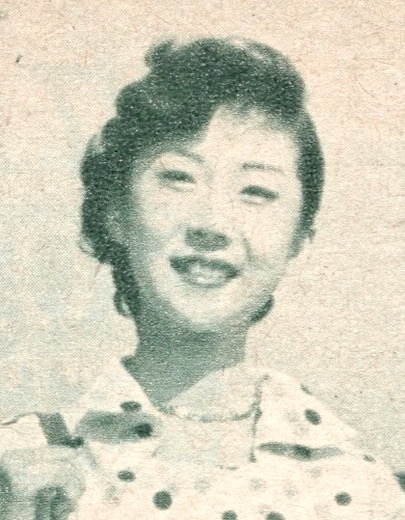
瑳峨三智子 / 8月19日没

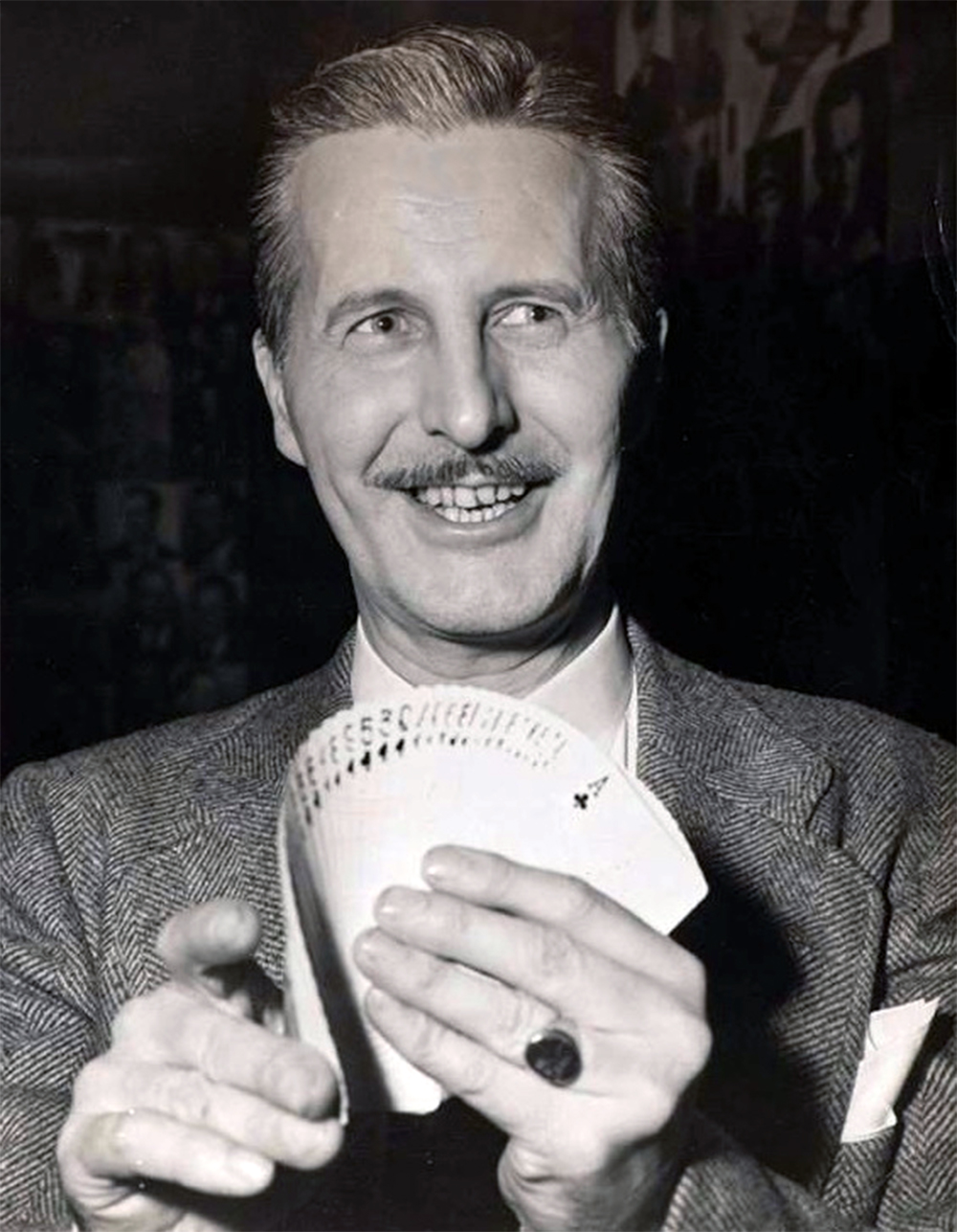
ダイ・バーノン / 8月21日没

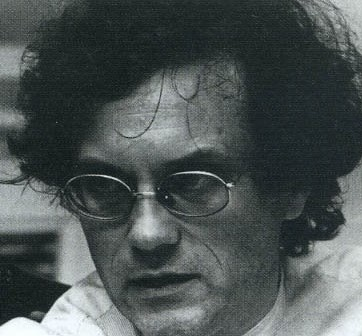
フェリックス・ガタリ / 8月29日没

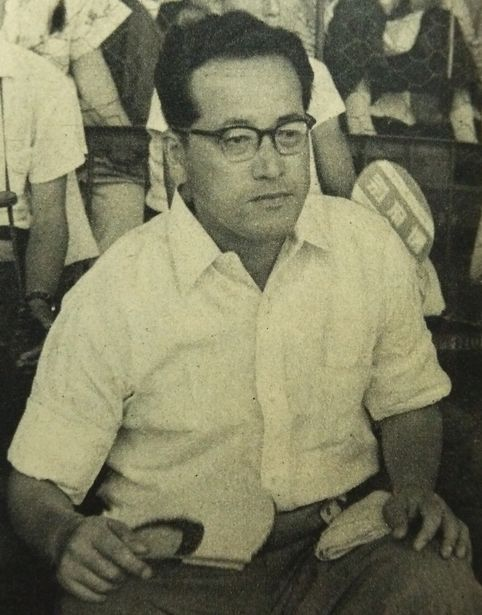
伊達正男 / 8月30日没

- 8月18日 - ジョン・スタージェス、映画監督（* 1911年）
- 8月19日 - 瑳峨三智子、女優（* 1935年）
- 8月20日 - 阪田正芳、元プロ野球選手（* 1928年）
- 8月21日 - ダイ・バーノン、マジシャン（* 1894年）
- 8月23日 - 平野春逸、生理学者、福岡大学名誉教授（* 1909年）
- 8月23日 - チャールズ・オーガスト・ニコルズ、映画監督（* 1910年）
- 8月29日 - フェリックス・ガタリ、思想家（* 1930年）
- 8月30日 - 伊達正男、元野球選手（* 1911年）
- 8月30日 - 五社英雄、映画監督（* 1929年）